# Колон, Эдди
Э́двин «Э́дди» Ка́рлос Коло́н (англ. Edwin "Eddie" Carlos Colón, род. 21 декабря 1982 года) — пуэрто-риканский рестлер, наиболее известный по своей работе в WWE, где он выступал под именем Примо Колон, или просто Примо. Сейчас он выступает в World Wrestling Council (WWC) под своим настоящим именем Эдди Колон.

## Титулы и достижения
- !Bang! / Funking Conservatory
  - !Bang! Television Tag Team Championship (1 раз) — с Карлосом Колоном[1]
- Florida Championship Wrestling
  - FCW Florida Tag Team Championship (3 3 раза) — с Эриком Пересом[2]
- Pro Wrestling Illustrated
  - PWI ставит его под № 163 в списке 500 лучших рестлеров 2008 года[3]
  - PWI ставит его под № 72 в списке 500 лучших рестлеров 2012 года
- World Wrestling Council
  - WWC Puerto Rico Heavyweight Championship (5 раз)[4]
  - WWC Universal Heavyweight Championship (5 раз)[5]
  - WWC World Junior Heavyweight Championship (5 раз)[6]
  - WWC World Tag Team Championship (1 раз) — с Карлито[7]
- World Wrestling Entertainment
  - Командный чемпион мира (1 раз) — с Карлито[8]
  - Командный чемпион WWE (2 разa) — с Карлито (1 раз), с Эпико (1 раз)[9]